# جوناثان ليتل
جوناثان ليتل (بالإنجليزية: Jonathan Little)‏ هو لاعب بوكر أمريكي، ولد في 22 ديسمبر 1984 في بينساكولا في الولايات المتحدة.